# NGC 3862
NGC 3862 este o galaxie eliptică situată în constelația Leul. A fost descoperită în 27 aprilie 1785 de către William Herschel. Se află la o distanță de 91,2 de megaparseci de Pământ.